# ひまわりの小径
「ひまわりの小径」（ひまわりのこみち）は、1972年5月25日に発売された、チェリッシュの通算3枚目のシングル。

## 解説
- 5人グループとしてスタートしたチェリッシュが、デュオになってリリースした最初のシングル[1][2]。但し、レコードジャケットには5人のイラストが描いてある[3]。累計売上は55万枚[4]。

- 作詞作曲は、前作『だからわたしは北国へ』に引き続き、林春生と筒美京平が担当。リコーダーやアコーディオンなど素朴な響きの楽器をフィーチャーして、フォーク風のムードを醸し出しているものの、リズムのアレンジは歌謡ポップスに徹しており、歌謡曲とフォークの中間的な曲調になっている[5]。またメロディーもフォーク風でありながら、女性ボーカルの特長を前面に出した親しみやすい感じに仕上げている[5]。

## チャート成績
- 本作はチェリッシュにとって、初めてオリコンシングルチャートのTOP3に入るヒットとなり、同チャート集計におけるセールスは41.2万枚を記録[6]、現時点ではチェリッシュの全シングルで最大売上枚数の作品となっている[6][7]。

## 収録曲
- 両楽曲共に、作詞：林春生／作曲・編曲：筒美京平

1. ひまわりの小径（3分00秒）
2. コスモス（2分5秒）

## 収録アルバム
- ひまわりの小径 (#1、#2)
- チェリッシュ・ベスト・コレクション (#1、#2)
- スーパー･デラックス  (#1)
- チェリッシュ・ライブ  (#1)

など

## カバー
ひまわりの小径
- 由紀さおり（1972年） - アルバム『故郷／由紀さおり・ビッグ・ヒットを歌う』収録。
- 天地真理（1972年） - アルバム『虹をわたって』収録。
- 仲雅美（1972年） - アルバム『君を愛す』収録。
- 南沙織（1972年） - アルバム『早春のハーモニー』収録。
- アグネス・チャン（1973年） - アルバム『花のように 星のように』収録。
- 小柳ルミ子（1973年） - アルバム『春のおとずれ』収録。
- 木之内みどり（1975年） - アルバム『十八歳の今』収録。
- 竜崎孝路とロック・サクセッション（2000年） - アルバム『モーグ・サウンド・ナウ〜虹をわたって』収録。インストカバー。
- 斉藤功（2013年） - アルバム『ギターで奏でる日本のうた 〜青春のポップス〜』収録。インストカバー。